# 3,4-二氢-2-喹喔啉酮
3,4-二氢-2-喹喔啉酮是一种有机化合物，化学式为C8H8N2O。它可用于IHCH-7113的合成。

## 合成与反应
它可由N-(2-硝基苯基)甘氨酸甲酯和连二亚硫酸钠在二甲基亚砜中反应得到，或由邻苯二胺和氯乙酸在氨水中加热制得。
它在乙酸铜催化下可以被氧气氧化为2-喹喔啉酮。